# وندر مان
وندر مان هي شخصية خيالية ظهرت في مارفل كومكس. الشخصية من ابتكار ستان لي، دون هيك وجاك كيربي. ظهرت الشخصية لأول مرة في أكتوبر 1964.